# Hippalgaon, Bidar
Hippalgaon là một làng thuộc tehsil Bidar, huyện Bidar, bang Karnataka, Ấn Độ.